# 山手公園

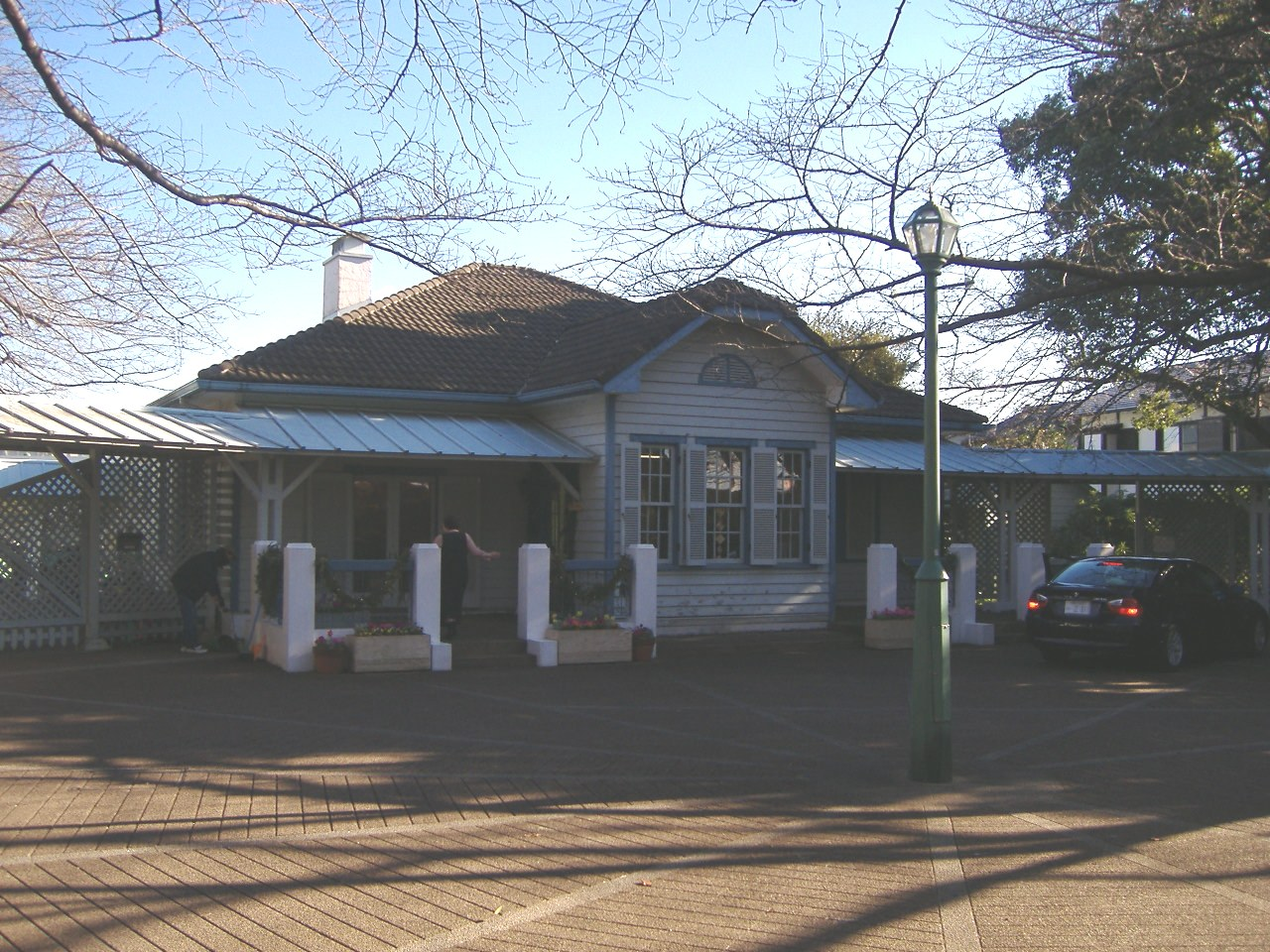
山手68番館

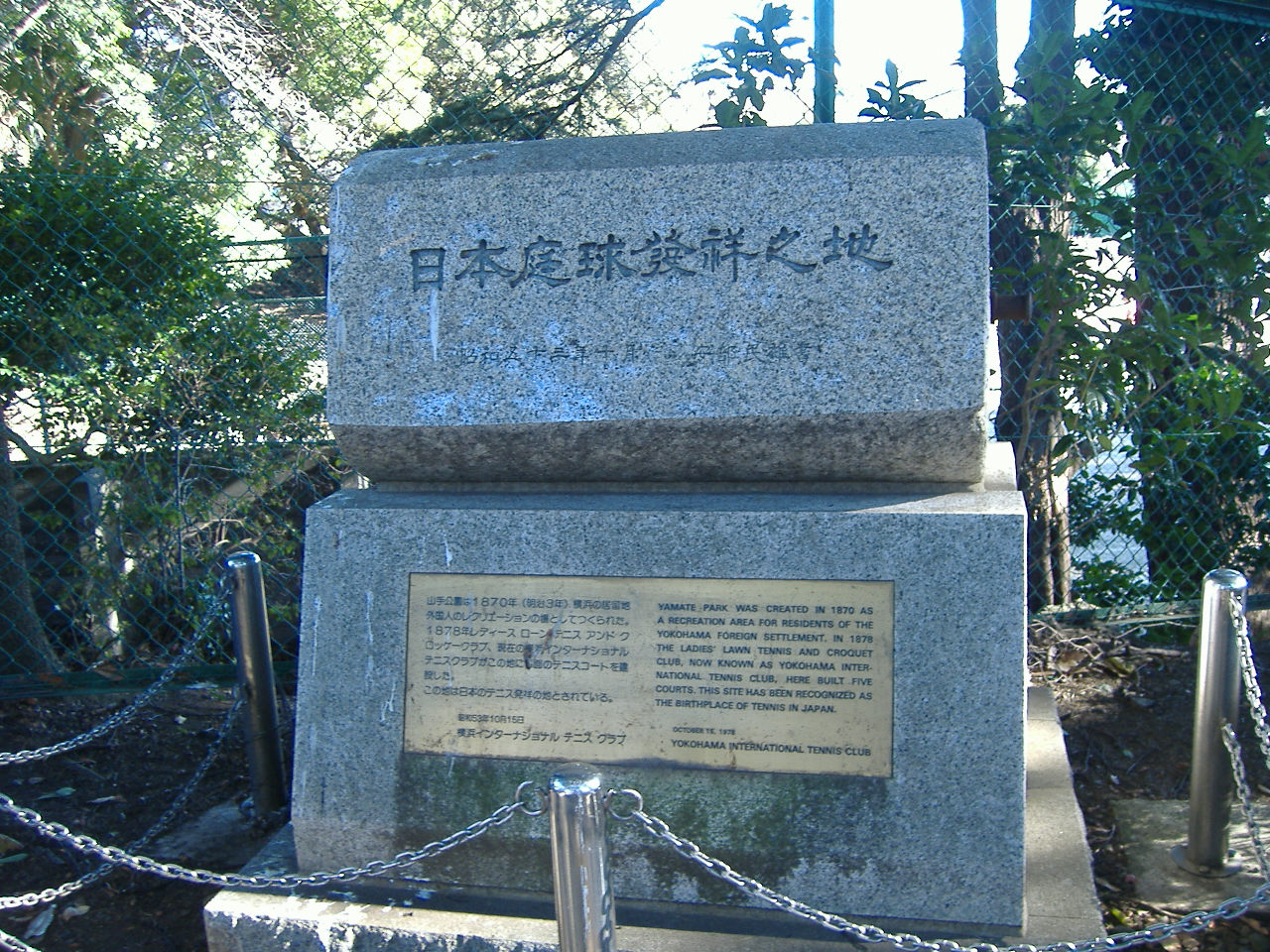
「日本庭球発祥之地」記念碑

山手公園（やまてこうえん）は、神奈川県横浜市中区の公園。日本初の洋風公共庭園（洋風公園は東遊園地が最初）であり、日本におけるテニス発祥の地としても知られる。

## 概要
- 交通 - JR根岸線石川町駅から徒歩10分、根岸線山手駅・みなとみらい線元町・中華街駅から徒歩15分、路線バス山手町・麦田町下車
- 園内の施設等
  - テニスコート - 横浜インターナショナルテニスクラブ、市営テニスコート各6面。
  - テニス発祥記念館 - 最古のテニス道具など、テニスに関する資料が展示されている。
  - 山手68番館 - 現在は市営テニスコートのクラブハウスとして使われている。
  - 洋風あずまや - 日本初の吹奏楽団である薩摩藩軍楽隊が演奏会を行った。
  - 植栽 - 桜や、英国人ブルックにより持ち込まれたヒマラヤ杉など。

## 歴史
山手公園建設のきっかけは、1862年（文久2年）に発生した生麦事件である。リチャードソンをはじめとする4人のイギリス人は、多摩川へピクニックに行こうとしていた際に、横浜の生麦村で薩摩藩・島津久光の行列と出くわし、行列の前を乗馬のまま横切ろうとしたとき、これに激昂した薩摩藩士に一行は殺りつけられ、リチャードソンは絶命した。
この事件は横浜居留地の外国人たちを震撼させ、安心してピクニックや馬の遠乗りが楽しめる場所が欲しいと、イギリス・アメリカ合衆国・フランスの3か国の公使が、山手に遊歩道と公園を設置するよう江戸幕府に要求した。当時の日本では散策のための道をつくるなどの発想はなく、「公園」という概念など持ち合わせてもいなかった。各国の領事たちは、自分たちの生活スタイルを貫き通そうと、何度も幕府に公園を設置することを要求し、その結果として外国公使団と幕府との間に覚書である「横浜居留地改造及競馬場墓地等約書」が交わされ、幕府から遊歩道とともに公園建設を許可されるに至ったものである。

### 年表
- 1866年（慶応2年）、当時の幕府と外国公使団との間で、公園の整備などを盛り込んだ「横浜居留地改造及競馬場墓地等約書」が交わされた。公園の設置は具体化されずに終わったが、1869年（明治2年）に居留民代表から再度要望が出され、日本政府は約書で約束した土地の代替として山手妙光寺付近の土地約6,000坪を貸与した。
- 居留民により整備がなされ、1870年（明治3年）6月4日に山手公園が開園した。
- 1876年（明治9年）、山手公園において日本で初めてテニスがプレーされる。
- 1878年（明治11年）、レディズ ローン テニス アンド クロッケークラブ（現・横浜インターナショナルテニスコミュニティ）により日本初のテニスコートが建設される。
- 1978年（昭和53年）、テニスコート建設100年を記念した碑が設けられた。
- 1998年（平成10年）、テニス発祥記念館が建てられ、かつてのテニス道具などが展示されている。
- 2004年（平成16年）3月1日、文化財保護法による日本国の名勝に指定。
- 2007年（平成19年）、元町公園、港の見える丘公園、山手イタリア山庭園とともに日本の歴史公園100選に指定された。
- 2009年（平成21年）2月6日、経済産業省の近代化産業遺産に認定。